# Distretto di Ananea
Il distretto di Ananea è un distretto del Perù, facente parte della provincia di San Antonio de Putina, nella regione di Puno.